# Famille Laroche-Joubert
Pour les articles homonymes, voir Familles de La Roche.
 (mars 2015).
Si vous disposez d'ouvrages ou d'articles de référence ou si vous connaissez des sites web de qualité traitant du thème abordé ici, merci de compléter l'article en donnant les références utiles à sa vérifiabilité et en les liant à la section « Notes et références ».
La famille Laroche-Joubert est originaire de Charente. Sa filiation suivie remonte au XVIIe siècle, jusqu'à Léonard Laroche (1646-1721), marchand papetier originaire du Périgord. Son double-patronyme est issu du mariage le 9 juin 1807 à La Couronne (Charente) de Jean Baptiste Laroche dit Bel Air (14 octobre 1779 - 3 avril 1853), papetier, avec Marie Joubert (10 octobre 1786 - 16 mai 1855).

## Historique
Le troisième fils de Jean Baptiste et Marie Laroche, Jean-Edmond Laroche, épouse Marguerite Triaud (18 décembre 1823 - 12 avril 1907) le 13 octobre 1842 à Nersac (Charente). Le 3 septembre 1873, il reçoit l'autorisation d'ajouter le patronyme Joubert au sien. Il déclarait : « L'amélioration morale et matérielle du sort du plus grand nombre a toujours été le but de mes persévérants efforts ».

## Liens de filiation entre les personnalités notoires
- Jean-Edmond Laroche-Joubert (1820-1884), entrepreneur en papeterie, député bonapartiste au XIXe siècle, épouse Marguerite Triaud (1823-1907).
  - Edgard Laroche-Joubert (1843-1913), industriel et homme politique, député de la Charente, épouse la fille de l'homme politique Ferdinand Barrot.
    - Elisabeth Laroche-Joubert épouse l'homme politique Gaston Roques
    - Edmond Laroche-Joubert (1879-1958), commandeur de la Légion d'honneur[5]. Industriel et homme politique, député de la Charente ; il développe le façonnage du papier, avec la marque Vélin d'Angoulême, et entre au Conseil économique et social.
    - Paul Laroche-Joubert (1885-1936)
      - Maurice Laroche-Joubert, prend leur suite (avec Jean Laroche-Joubert qui développe alors la marque Oxford). Il épouse Marielle Rougerie ; de ce mariage naissent deux garçons, puis — veuf — il épouse Geneviève Alamigeon[6].
        - Guy Laroche-Joubert (1934)
          - Édouard Laroche-Joubert (1975)

        - Philippe Laroche-Joubert (1935-2005) épouse Marie-François Tabouis[6].

      - Jacques Laroche-Joubert (1908-1969) épouse Lucette Tron. De ce mariage, naissent trois garçons[7].
        - Patrick Laroche-Joubert (1943), publicitaire, divorcé de Martine Gabarra dite Martine Laroche-Joubert, journaliste et grand reporter ; puis divorcé en secondes noces de Barbara Gaussen ; puis avec Isabelle Deschamps de Paillette, réalisatrice de télévision
          - Alexia Laroche-Joubert (1969), animatrice et productrice de télévision.
          - Fabrice Laroche-Joubert
          - Valentin Laroche-Joubert
          - Andréas Laroche-Joubert (1996-2021), Sergent à la BSPP

        - Michel Laroche-Joubert (?-), architecte
          - Marielle Laroche-Joubert, épouse Leroux
          - Joël Laroche-Joubert
          - Gilles Laroche-Joubert (1966), architecte

        - Yves Laroche-Joubert (?-2021), frère de Patrick et Michel, épouse Jacqueline Liauzu
          - Christophe Laroche-Joubert (1963)
          - Sandrine Laroche-Joubert (1965)

      - Jean Laroche-Joubert (1913-2006), dirigeant des papeteries Laroche-Joubert d'Angoulême de 1936 à 1978, marié à Colette Furiet avec qui il a trois garçons : Christian, François et Dominique.
      - Georges Laroche-Joubert (1919-2019).